# Кобден (город, Миннесота)
Кобден (англ. Cobden) — город в округе Браун, штат Миннесота, США. На площади 2,5 км² (2,5 км² — суша, водоёмов нет), согласно переписи 2002 года, проживают 61 человек. Плотность населения составляет 24,6 чел./км².
- Телефонный код города — 507
- Почтовый индекс — 56085
- FIPS-код города — 27-12394[1]
- GNIS-идентификатор — 0641372[2]